# ステーンケルケの戦い
ステーンケルケの戦い（英: Battle of Steenkerque）は、大同盟戦争における戦闘の1つで、1692年8月3日に現在のベルギー・ワロン地域エノー州の都市ステーンケルケでイングランド・オランダ同盟軍とフランス軍が衝突した。

## 経過
1692年、スペイン領ネーデルラントのフランス軍は第一次ナミュール包囲戦でナミュールを包囲・陥落させたことでサンブル川・マース川流域に睨みを利かせ、同盟軍に対し優位に立った。これに対して同盟軍は救援に失敗、ナミュール北西のブリュッセルがフランス軍に狙われる事態となった。
フランス軍を率いるリュクサンブール公フランソワ・アンリ・ド・モンモランシーはナミュールから西へ進軍してブリュッセルから南西のアンギャンに到着、別働隊のルイ・フランソワ・ド・ブーフレールは本隊から離れた場所に移動した。同盟軍の司令官のイングランド王兼オランダ総督ウィリアム3世もアンギャンに近い東のハレに着陣、両軍はブリュッセルを目前にして対峙した。
対陣中、ウィリアム3世は策略をかけることを思いつき、捕らえたフランスのスパイを通してフランス軍に偽情報を与えて油断させた。そして8月3日の早朝にフランス軍へ奇襲をかけた。
同盟軍の先鋒はヴュルテンベルク＝ノイエンシュタット公フェルディナント・ヴィルヘルムで、9時にフランス軍を確認出来る所に近付き、10時に交戦開始となった。周囲は森に覆われていたため、フランス軍騎兵隊は活動出来なかったが、陣地は柵と濠で構築していたため同盟軍も絶対優位な状況には無かった。それでも奇襲は当初成功を収め、フランス軍は混乱に陥った。
だが、リュクサンブールは本陣を中心に軍を立て直し、逆に同盟軍に3回突撃をかけるまでになった。この戦いではフランス王族が多数参戦していて、シャルトル公フィリップ（後のオルレアン公フィリップ2世）、ブルボン公ルイ（後のコンデ公ルイ3世）、コンティ公フランソワ・ルイ、ヴァンドーム公ルイ・ジョゼフとフィリップ兄弟らはリュクサンブールと共に軍隊の再編に奔走、負傷を恐れず同盟軍に突撃していった。
12時にイングランド歩兵隊のヒュー・マッケイはフランス軍と交戦したが、支援の無い突出した状態であったため、フランス軍の反撃で危機に陥った。後方のオランダ軍の将軍ゾルムス＝ブラウンフェルス伯ヘンドリックは騎兵を前進させたが悪路に阻まれ停止、マッケイからの救援要請に応えず無視し続け、イングランド近衛連隊の救援で歩兵隊はようやく撤退したが、マッケイは戦死して歩兵隊も大損害を受けた。
激戦は夕方まで続き、ブーフレールが戦場に駆けつけ竜騎兵と砲撃で同盟軍攻撃に加わると、ウィリアム3世は戦闘継続を断念して撤退を決めた。退却の指揮はオランダ軍の将軍アウウェルケルク卿ヘンドリック・ファン・ナッサウが取り、頑強に抵抗してフランス軍の追撃を阻止、フランス軍も被害が大きく追撃出来る状態に無かった。
戦闘はフランス軍の勝利だったが、両軍の被害は大きく1692年の戦役は打ち切られ、ウィリアム3世はイングランドへ帰国、リュクサンブールはフランスへ凱旋した。リュクサンブールは英雄として群集の歓迎を受ける一方、ウィリアム3世は議会からゾルムスの傍観を非難され苦しい立場に追いやられた。翌1693年に両者はネーデルラントで対峙、リュクサンブールがウィリアム3世の陣へ奇襲をかけ再度激突した（ネールウィンデンの戦い）。
この戦いで、フランス将兵は習慣としていたレースの襟飾り（首布）を変化させ、奇襲で身繕いが間に合わないとみた兵士達は襟飾りを無造作に顎に巻きつけ、上着のボタン穴に突っ込んだ。この巻き方は戦場にちなみステーンケルケと名付けられ、戦後から18世紀半ばまでフランスで流行していったという。